# Синагога (Вишнівець)
Синагога м. Вишнівець — розташована в Тернопільській області, м. Вишнівець, на вул. Грушевського, 6. Ця будівля — єдине, що залишилося від колишньої єврейської громади міста. У період з 11 по 12 серпня 1942 року німецькі окупаційні сили стратили 2700 євреїв — чоловіків, жінок і дітей. Менше 100 членів цієї громади пережили Голокост.
Заснована у 1800-х. Стиль: Бароко. Ашкеназі. Поточна функція: офісна будівля.